# Unguía
Unguía – miasto w Kolumbii, w departamencie Chocó.